# Medizinischer Dienst des Verkehrswesens der DDR
Die gesundheitliche Betreuung der Eisenbahner in Deutschland machte sich der Bahnärztliche Dienst zur Aufgabe. Aus diesem Bahnärztlichen Dienst entwickelte sich der Medizinische Dienst des Verkehrswesens (MDV) mit der Zentralen Leitung und dem Zentralinstitut für Verkehrsmedizin in Berlin sowie 10 Direktionen. 1989 hatte der MDV 3150 Mitarbeiter in den Polikliniken, Ambulatorien, Sanitätsstellen sowie ärztlichen und zahnärztlichen Arbeitsplätzen zur gesundheitlichen Betreuung der Beschäftigten im Verkehrswesen.
Der MDV mit der Direktion Schifffahrt in Rostock war zuständig für die Durchführung der ärztlichen Untersuchungen für das Gesundheitszeugnis in der Berufsgruppe der Seeleute in der DDR mit der notwendigen Einstellungsuntersuchung und Wiederholungsuntersuchung zur Seediensttauglichkeit, was dann vom Seefahrtsamt der DDR im Seefahrtbuch des jeweiligen Seefahrers dort auf den dafür vorgesehenen Seiten für „Ärztliche Untersuchungen“ durch „MDV“ mit Datum dokumentiert wurde und somit die Einstellung sowie die An- und Abmusterungen der Seeleute für die erforderlichen Schiffsbesatzungen ermöglichte.

## 1885 bis 1958: Bahnärztlicher Dienst der Deutschen Reichsbahn (DR)
1885 wurde in Deutschland der hauptamtliche Bahnärztliche Dienst ins Leben gerufen. Die haupt- oder nebenamtlich tätigen Mediziner untersuchten die eingestellten Eisenbahner auf ihre Tauglichkeit und nach der Einstellung regelmäßig nach ihren Gesundheitszustand. Nach 1945 erfolgte die Tätigkeit des Bahnärztlichen Dienstes in den vier Besatzungszonen und ab 1949 getrennt in der DDR (einschl. Berlin) und in der Bundesrepublik. Am 1. Januar 1953 wurden in der DDR durch eine Verfügung des Generaldirektors der DR die Oberbahnärzte und Bahnärzte aus der Abteilung 14 der Reichsbahndirektion herausgelöst und zu einem durch den Chefarzt der DR zentral geleiteten Bahnärztlichen Dienst zusammengefügt.

## Medizinischer Dienst des Verkehrswesens der DDR
Mit der Verordnung über den Medizinischen Dienst des Verkehrswesens der DDR (MDV) vom 5. November 1958 wurde ein übergreifender Medizinischer Dienst für die einzelnen Verkehrszweige, aufbauend auf den zentral geleiteten Bahnärztlichen Dienst, geschaffen. Zum MDV gehörten rund 50 Dienststellen, das Zentralinstitut für Verkehrsmedizin in Berlin, eine Dienststelle für den Abteilungsleiter „Schiffahrt“ in Rostock sowie schienengebunden ein Röntgenwagen und zwei Zahnstationen. Zur Entwicklung weiterer diagnostischer und therapeutischer Kapazitäten des neugegründeten Betriebsgesundheitswesens wurden vom staatlichen Gesundheitswesen folgende Einrichtungen durch den MDV übernommen:
- 8 Polikliniken
- 19 Betriebsambulatorien
- 1 Landambulatorium
- 1 Nachtsanatorium
- 1 Bettenstation im Hafen Rostock-Langenort
- 200 Arztsanitätsstellen
- 48 Schwesternsanitätsstellen
- 1 Zentralapotheke ab 1968

Der MDV gliederte sich in seiner weiteren Entwicklung 1959 in eine Zentrale Leitung mit dem Chefarzt und seinen Stellvertreter in Berlin, Leipziger Straße 122, dem Zentralinstitut für Verkehrsmedizin in Berlin mit der „Abteilung Luftfahrt“, später „Direktion Luftfahrt“, der „Direktion Rostock“, später „Direktion Schiffahrt“, sowie acht Direktionen. Die neugeschaffenen Direktionen entsprachen örtlich den Reichsbahn-Direktionen und die Inspektionen den Reichsbahnämtern:
- Direktion Berlin
- Direktion Magdeburg mit der Binnenschiffahrt
- Direktion Schwerin
- Direktion Greifswald mit den Rb-Ostseefähren
- Direktion Erfurt
- Direktion Dresden
- Direktion Cottbus
- Direktion Halle
- Direktion Schiffahrt in Rostock
- Direktion Luftfahrt in Berlin-Schönefeld

In den kommenden Jahren wurden weitere Verkehrsbetriebe in die Betreuung durch den MDV einbezogen. Hierzu gehörten die Beschäftigten der Nahverkehrsbetriebe, des Kraftverkehrs, des Straßenwesens, der Mitropa und des Reisebüro der DDR. Die „Direktion Magdeburg“ betreute, vergleichbar mit der „Direktion Schiffahrt“ in Rostock, die Binnenschiffahrt mit. Die Betreuung der Mitarbeiter der Werk- und Anschlussbahnen gewährleistete der MDV durch die Bestellung von Anschlussbahnärzten mit der erforderlichen Einbindung in die Tauglichkeitsanforderungen der DR. Diese Mitarbeiter wurden bei günstigen örtlichen Konstellationen auch in den MDV-Polikliniken mit betreut. Wenn es sich als günstig erwies, wurden auch Untersuchungen von speziell geschulten Ärzten von anderen Direktionen übernommen. So gab es in den Polikliniken im Landesinneren Direktionen, die eine „Schiffahrtuntersuchungsstelle“ für die Seeschifffahrt und später für die Taucherei, im Rahmen des landesweiten Taucherrettungssystems, hatten.
Es gab auch Regionen, wo die MDV-Einrichtungen ambulante, medizinische Betreuung der Bevölkerung im Einzugsgebiet, da freie Arztwahl bestand, zur Verfügung stellten. Hierzu zählten die Polikliniken in Brandenburg-Kirchmöser und in Leipzig-Engelsdorf. Genauso sahen viele Angehörige der Verkehrsschaffenden in MDV-Ärzten ihren Arzt des Vertrauens, wenn in Wohnnähe praktiziert wurde.
Kurheime in Bad Elster und Hartha, das Kinderkurheim in Lubmin und die Bettenstation in der Klinik für Internistische Leistungs- und Verkehrsmedizin im Klinikum Berlin-Buch sorgten für die Koordinierung bei auftretenden Tauglichkeitsmängeln. In Berlin-Buch erfolgten stationäre Begutachtungen von Grenztauglichkeitsfällen.
Eine Besonderheit der Betreuung durch den MDV ergab sich aus dem geteilten Berlin. Die Deutsche Reichsbahn nahm auch im französischen, im englischen und im amerikanischen Sektor (West-Berlin) die Eisenbahnverkehrsrechte wahr. Die in West-Berlin wohnenden Eisenbahner waren im Sozialversicherungssystem bei der Sozialversicherung des Freien Deutschen Gewerkschaftsbundes (FDGB) krankenversichert. Zu den Betriebssanitätsstellen u. a. in den Reichsbahnausbesserungswerken Grunewald und Tempelhof gehörte auch die Poliklinik im Gebäude der Direktion Berlin am Schöneberger Ufer. Hier gab es zusätzlich eine fachärztliche Besetzung, eine Apotheke und anfänglich sogar eine Bettenstation. Die meisten Fachärzte kamen vom Zentralinstitut für Verkehrsmedizin aus der Leipziger Straße 122. Die Kraftfahrer des MDV fuhren die Medikamente, das Verbandsmaterial und nahmen sogar täglich frische Brötchen über den „Check Point“ zur Poliklinik am Schöneberger Ufer mit.
Für Auslands- und Tropeneinsätze existierten Impfstellen, zum Beispiel in der Fliegeruntersuchungsstelle am Flughafen Berlin-Schönefeld. Dies kam besonders den Hochseefischern vom Fischfang Rostock (FFR), später Fischkombinat Rostock, zugute, da hier der Besatzungsaustausch für die vor Afrika oder im Südatlantik operierenden Fang- und Verarbeitungsschiffe erfolgte.
Der Flugmedizinische Dienst sorgte für einen sicheren Rücktransport Erkrankter aus allen Teilen der Welt. Es wurden auch Rettungs- und Solidaritätsflüge mit Medikamenten und Hilfsmittel für bedürftige Regionen fachlich begleitet.
MDV-Ärzte waren oft bei Schwerpunktbaustellen des Verkehrswesens in jungen Nationalstaaten in Afrika die ersten Betriebsärzte oder Tropenmediziner vor Ort. Von den tätigen MDV-Mitarbeitern wurden die anlaufenden Schiffe der Reederei DSR (Deutsche Seereederei Rostock) immer freudig begrüßt, da ein heimatliches Essen an Bord, Schwarzbrot und Bier als Wegzehrung immer wohltat. Die gut bestückte Bordapotheke auf den DSR-Schiffen wurde von den tätigen Medizinern, wenn es vor Ort auf den Baustellen eng wurde, auch benutzt.
Aus dem Bahnärztlichen Dienst der DR entwickelte sich nach 1949 ein leistungsfähiger und speziell ausgerichteter Medizinischer Dienst für das gesamte Verkehrswesen der DDR. Der MDV verfügte am 31. Dezember 1989, mit 3150 Beschäftigten, über folgende gesundheitliche Einrichtungen:
- 19 Betriebspolikliniken
- 24 Betriebsambulatorien
- 339 Arztsanitätsstellen
- 599 ambulante ärztliche Arbeitsplätze
- 124 ambulante zahnärztliche Arbeitsplätze

Vom MDV wurden im gleichen Zeitraum 577.181 Beschäftigte an 345.261 Arbeitsplätzen in allen Verkehrszweigen umfassend arbeitsmedizinisch betreut. Für diesen Betreuungsumfang erbrachten die Mitarbeiter folgende Leistungen:
- 229.242 Erstkonsultationen
- 1.061.807 Konsultationen
- 94.904 Einstellung- und Erstuntersuchungen
- 168.985 Wiederholungsuntersuchungen
- 25.676 Sonderuntersuchungen
- 28.429 Reihen- und Vorsorgeuntersuchungen
- 2.130 Betriebsbegehungen
- 9.956 Arbeitsplatzanalysen

Ein Jahr später, am 31. Dezember 1990, war für alle Mitarbeiter nach über 30 Jahren der letzte Arbeitstag beim MDV. Im wiedervereinten Deutschland war keine zentralgeleitete Gesundheitseinrichtung vorgesehen.
Der historische deutsche Staat DDR organisierte das Thema Maritime Medizin unter dem Dach des „MDV der DDR“ dort über die „Direktion Schiffahrt“ in Rostock mit dem Direktionsarzt Rolf Becker und beigeordneten Medizinern, dokumentierte „Ärztliche Untersuchungen“ zur Tauglichkeit der Seeleute im Seefahrtbuch in Zusammenarbeit mit dem Seefahrtsamt der DDR, publizierte über die Entwicklung der Versorgung mit Arzneimitteln auf Schiffen und über die Sicht des Schiffsmediziners auf Rettungsmittel sowie auch über die verbreitet auftretende Seekrankheit und veröffentlichte dazu den jeweiligen Stand der Erkenntnis von 1962 bis 1990 in dem seinerzeit bekannten Standardwerk Jahrbuch der Schiffahrt unter der Herausgeberschaft des DDR-Ministeriums für Verkehrswesen, Hauptverwaltung der Schiffahrt bzw. zuletzt unter Rolf Schönknecht von der Universität Rostock.
Mit der deutschen Wiedervereinigung 1990 wurden die Aufgaben der Maritimen Medizin inkl. aller im historischen deutschen Staat DDR dort seinerzeit vom „MDV der DDR“ durchgeführten Untersuchungen zur Seediensttauglichkeit ab 1990 unter dem Dach der See-BG neu organisiert und die arbeitsmedizinische Betreuung der Seefahrer ab 2010 von der BG Verkehr fortgeführt.